# Heinrich Bade
Heinrich Bade (* 25. März 1823 in Röbel; † 30. März 1908 in Schwerin) war ein deutscher Kommunalbeamter, zuletzt Bürgermeister von Schwerin.

## Leben
Bade studierte Rechtswissenschaft an der Universität Rostock, der Universität Leipzig und der Universität Jena. Er wurde Mitglied der Corps Hanseatia Rostock, Misnia III (1842) und Saxonia Jena (1843). 1849 ließ er sich zunächst als Rechtsanwalt in Güstrow nieder. 1852 absolvierte er das Richterexamen. 1858  wurde er zum Senator von Schwerin gewählt. 1866 wurde er Polizeidirigent, 1873 zugleich Stadtsyndikus. Am 1. Oktober 1879 trat er als 2. Bürgermeister in die Spitze der Stadtverwaltung, im März 1883 rückte er als 1. Bürgermeister auf. Am 1. Juli 1883 erhielt er den Charakter eines Geheimen Hofrats. Bade machte sich unter anderem um die Organisation des Feuerlöschwesens in der Mecklenburgischen Hauptstadt verdient. Seit 1879 führte er außerdem den Vorsitz im Schulvorstand. Aus gesundheitlichen Gründen beantragte er im April 1898 die Versetzung in den Ruhestand, was ihm durch den Magistrat der Stadt mit Wirkung zum 1. Juli 1898 gestattet wurde.